# Kruidenkunde
Kruidenkunde (Engels: Herbology) is een schoolvak uit de Harry Potterboekenreeks geschreven door J.K. Rowling. Het vak wordt gegeven op Zweinsteins Hogeschool voor Hekserij en Hocus-Pocus, de school waar Harry Potter les krijgt in magie. Het wordt gegeven door professor Stronk in de kassen op het schoolterrein. Er zijn drie kassen in totaal, genummerd 1, 2 en 3. Kas één en twee zijn voor het eerste leerjaar, kas drie is voor de latere jaren. Hierin worden gevaarlijkere planten behandeld als de Mandragora.
Wanneer Harry Potter nog op school zit, wordt Kruidenkunde gegeven door Pomona Stronk, die de leerlingen leert omgaan met magische planten. Het is het favoriete schoolvak van Marcel Lubbermans. Ook Harry, Ron en Hermelien volgden het vak tot en met hun zesde jaar, waarna ze van school gaan.
Later wordt professor Stronk vervangen door professor Marcel Lubbermans.